# Parking (film, 1985)
Pour les articles homonymes, voir Parking.
Pour plus de détails, voir Fiche technique et Distribution.
Parking est un film musical français réalisé par Jacques Demy et sorti en 1985.

## Synopsis
Orphée est une pop-star adulée. Lorsque sa compagne Eurydice meurt subitement, il tente de la rejoindre dans l'au-delà. Un mystérieux personnage va lui proposer un bien étrange contrat.

## Fiche technique
- Titre : Parking
- Réalisation : Jacques Demy
- Scénario : Jacques Demy
- Direction artistique : Patrice Mercier
- Assistant réalisateur : Patrice Martineau
- Décors : Sylvie Salmon
- Costumes : Rosalie Varda
- Photographie : Jean-François Robin
- Son : Bernard Ortion
- Montage : Sabine Mamou et Marie-Jo Audiard
- Musique : Michel Legrand
- Production : Dominique Vignet
- Sociétés de production : Garance films, FR3 Cinéma
- Société de distribution : AM Films
- Pays d'origine :  France
- Langue : français
- Format : Couleurs – 35 mm - 1,78:1 - Mono
- Genre : musical, drame et fantastique
- Durée : 95 minutes
- Date de sortie : France : 29 mai 1985

## Distribution
- Francis Huster : Orphée
- Laurent Malet : Calaïs
- Keïko Ito : Eurydice
- Gérard Klein : Aristée
- Marie-France Pisier : Claude Perséphone
- Jean Marais : Hadès
- Hugues Quester : Caron
- Eva Darlan : Dominique Daniel
- Annick Alane : Lucienne
- Marion Game : l'habilleuse
- Jean Amos : Clément
- Patrick Fierry : le douanier à l'entrée des Enfers
- Yves Belluardo : un sans-abri
- Sylvie Nordheim :  La barmaid
- Angelika Pankok : La jumelle
- Gaby Pankok : La jumelle

## Production
Jacques Demy voulut adapter le mythe d'Orphée d'une façon moderne, une relecture, à l'image d'Orfeu Negro ou d'Orphée de Jean Cocteau, auquel le film rend hommage et dont il reprend l'acteur principal, Jean Marais, qui joue ici le rôle d'Hadès. Le titre originel du film était d'abord Monsieur Orphée.
Eurydice est interprétée par une actrice japonaise, Jacques Demy concevant son couple avec Orphée comme un hommage à John Lennon et Yoko Ono. Eurydice est, en outre, artiste plastique comme Yoko Ono. Demy souhaitait également faire ressortir la singularité de la romance entre Orphée et Eurydice en choisissant quelqu'un de « rare » et de « venu d'ailleurs ».
Le film a connu quelques problèmes de budget, n'ayant pas obtenu l'avance sur recettes. La renommée de Jacques Demy au Japon, et le fait que l'actrice principale soit japonaise, ont cependant permis d'y prévendre le film.
Parking était un vieux projet de Jacques Demy, qui envisageait de le tourner avec David Bowie. Ce dernier n'étant pas disponible, Demy avait vainement sollicité Johnny Hallyday pour tenir le rôle principal. Après avoir pensé abandonner le projet, Demy l'a finalement repris, encouragé par un producteur, lequel a également suggéré d'engager Francis Huster pour tenir le rôle d'Orphée. Francis Huster a néanmoins tenu à interpréter lui-même les chansons, et le producteur a inclus cette clause dans le contrat de l'acteur sans en référer à Jacques Demy, qui selon Michel Legrand accepta la clause sous peine que le film ne se fasse pas. Legrand avait d'abord fait des enregistrements avec Daniel Lévi pour les chansons.
Le film a été en partie tourné au Palais Omnisports de Paris Bercy où l'on y voit la mort du chanteur Orphée (Francis Huster) s'électrocutant sur scène avec sa guitare électrique.

## Chansons
La musique est de Michel Legrand : Simplement, Bonheur de vivre, Le Styx, Entre vous deux.
Francis Huster a sorti en 1985 un 45 tours comportant deux des chansons du film, Entre vous deux et Simplement.

## Accueil
Le film, tourné dans des délais courts pour être, selon les vœux du producteur, prêt pour le festival de Cannes 1985, n'est finalement pas terminé à temps.
Parking est un échec commercial, le public ayant notamment du mal à accepter Francis Huster dans un rôle de chanteur pop remplissant des salles enthousiastes.
Jacques Demy renia le film, « une catastrophe » ; déprimé par cette expérience, le réalisateur aurait pensé à l'époque arrêter le cinéma. Francis Huster a déclaré en 2010, à propos de son interprétation des chansons : « Ça, c'est une casserole. […] C'est un métier d'être chanteur et ce n'est pas le mien ».